# Бабич, Алексей Евсеевич
Алексей Евсеевич Бабич (14 марта1865, Макошино - ?) - крестьянин, депутат Государственной думы I созыва от  Черниговской губернии.

## Биография
Православный. Крестьянин Сосницкого уезда Черниговской губернии. Закончил министерское двухклассное училище (земскую школу). Служил два года писцом в монополии (волостным писарем). Позднее работал на казённом винном складе. В течение 1905 устраивал митинги, общественные собрания. В декабре того же года подвергался аресту по подозрению в принадлежности к Всероссийскому Крестьянскому союзу, но вскоре был освобождён из-за отсутствия улик. Имел собственное хозяйство (7 десятин).
Состояние России во время революционного подъёма характеризовал фразой: «Як зубы болят, так треба их выдерти зразу — лики не запоможет».
15 апреля 1906 избран в Первую Государственную Думу от общего состава выборщиков Черниговского губернского избирательного собрания. Входил в Трудовую группу. Выступил по аграрному вопросу.
10 июля 1906 года в г. Выборге подписал «Выборгское воззвание».
22 июля 1906 года вернулся на родину в с. Макошино, где его встретил отряд в 30 казаков. Начальник отряда предъявил бывшему депутату претензии, почему он не явился к нему и не сообщил о приезде и почему он сидит, когда с ним говорит начальство. От него потребовали, чтобы он являлся в становую квартиру за 15 вёрст сначала 2 раза в неделю, с мая 1907 один раз. Своё материальное положение Бабич характеризовал: "Нуждаюсь во всём, как человек разорённый".
За подписание "Выборгского воззвания" осуждён по ст. 129, ч. 1, п. п. 51 и 3 Уголовного Уложения, приговорён к 3-месячному тюремному заключению и лишению избирательных прав.
Дальнейшая судьба неизвестна.